# Semnornis
Semnornis es un género de aves piciformes conocidos vulgarmente como barbudos tucanes, que fueron a menudo considerados dentro de una familia parafilética en los Capitonidae (barbudos) pero que recientemente suelen considerarse como una familia distinta Semnornithidae; de no ser así, todos los barbudos deberían ser movidos a la familia Ramphastidae de los tucanes. 

## Especies
El género Semnornis incluye solo dos especies propias de la Región Neotropical:
- Semnornis frantzii - barbudo de pico agudo
- Semnornis ramphastinus - barbudo tucán